# ولامس بلانگ
ولامس بلانگ یک حزب سیاسی ملی‌گرای فلاندری   و پوپولیست راست‌گرا   در منطقهٔ فلاندری و منطقهٔ پایتخت بروکسل در بلژیک است. این حزب عمدتاً راست افراطی سیاسی تلقی می‌شود،  هرچند خود را راست میانه توصیف می‌کند. 
ولامس بلانگ عنوانی تغییریافته برای «ولامس بلوک» است که پس از محاکمه‌ای در سال ۲۰۰۴  به نژادپرستی محکوم و منحل شد. حزب پس از سازماندهی مجدد خود به عنوان «ولامس بلانگ» فلسفهٔ اصلی سلف خود را با کمپینی مبتنی بر جدایی‌طلبی  و ملی‌گرایی فلاندری ادامه داد. این حزب همچنین از حفظ هویت فرهنگی فلاندری، مخالفت با چندفرهنگی و نیز سیاست‌های نظم و قانون سخت‌تر حمایت می‌کند. با این حال ولامس بلانگ بخش‌های بحث‌برانگیزتر اساسنامهٔ سابق ولامس بلوک را تلطیف کرد و تقلیل داد   و با فاصله گرفتن از برخی از برنامه‌های قبلی خود، سعی کرد تصویر خود را از یک حزب رادیکال بیشتر به یک حزب محافظه‌کار تغییر دهد.  با این وجود، اکثر احزاب دیگر در ابتدا به طرد سیاسی‌ای که علیه حزب سابق اعمال می‌شد ادامه دادند و عملاً مانع از مشارکت ولامس بلانگ در هر سطحی از دولت شدند. علاوه بر این، تلاش‌هایی برای قطع یارانه‌های عمومی حزب از طریق قانون تخلیه بلژیک انجام شد.